# Hans Goldschmidt (Historiker)
Julius Hans Goldschmidt (geboren am 22. Mai 1879 in Hamburg; gestorben am 6. November 1940 in London) war ein deutscher Historiker.
Goldschmidt, Sohn des jüdischen Kaufmanns Max Goldschmidt (1843–1927) und der Pauline, geb. Levy (1860–1940), studierte Geschichte an der Universität Freiburg bei Georg von Below und an der Universität Göttingen bei Max Lehmann. Nach seiner Promotion arbeitete er in Freiburg über badische Landtagsakten und war am Deutschen Auslandsinstitut Stuttgart sowie am Institut für Weltwirtschaft in Kiel tätig. Seit 1909 war er mit Sophie Clara Bickel, Tochter des evangelischen Dekans Karl Bickel, verheiratet, mit der er zwei Söhne, den Germanisten Ulrich K. Goldsmith und den Bildungsforscher Dietrich Goldschmidt, sowie eine Tochter hatte. Ab 1923 arbeitete er am Reichsarchiv in Potsdam. 1931 erschien sein Hauptwerk Das Reich und Preußen im Kampf um die Führung, in dem er die These vertrat, dass Otto von Bismarck einen Unitarismus im Sinne einer preußischen Vorherrschaft im Rahmen eines formal föderalen Konzeptes angestrebt habe. Goldschmidt, der als national gesinnter Bismarck-Experte mit liberal-konservativer Anschauung galt, emigrierte 1939 nach London, wo er am 6. November 1940 bei einem deutschen Luftangriff starb.

## Schriften
- Ein Jahrhundert Deutscher Geschichte. Reichsgedanke und Reich 1815–1919. 150 faksimilierte Urkunden und Aktenstücke aus den Beständen vornehmlich der Reichskanzlei, des Auswärtigen Amtes, des Reichsministerium des Innern u. a. Herausgegeben von Hans Goldschmidt, Hans Kaiser, Hans Thimme. Mit einer geschichtlichen Einführung von Ernst Müsebeck, Reimar Hobbing, Berlin 1928.
- Bismarck und die Friedensunterhändler 1871. Die deutsch-französischen Friedensverhandlungen zu Brüssel und Frankfurt 1871. De Gruyter, Berlin 1929.
- Das Reich und Preußen im Kampf um die Führung. Von Bismarck bis 1918. C. Heymann, Berlin 1931.
- Der deutsche Reichsgedanke (Unitarismus, Föderalismus, Dualismus) 1860–1932. Teubner, Leipzig und Berlin 1933.